# 罗迪
罗迪（義大利語：Roddi），是意大利库内奥省的一个市镇。总面积9平方公里，人口1544人，人口密度171.6人/平方公里（2009年）。ISTAT代码为004194。